# Élie Baussart
Pour les articles homonymes, voir Baussart.
Élie Baussart (Couillet, le 16 décembre 1887 - Loverval, le 30 décembre 1965) est un homme de lettres belge, syndicaliste de la gauche chrétienne et un militant wallon.

## Biographie
Élie Jules Ghislain Baussart, né le 16 décembre 1887 à Couillet dans le bassin industriel de Charleroi, est le fils d'Alfred Baussart, mécanicien, et de Juliette Dufour. En 1912, Il épouse Valentine Castelain, une jeune Française, avec qui il s’installe à la rue d’Assaut à Charleroi. 
Il fait des études secondaires chez les Jésuites, dans la section moderne du Collège du Sacré-Cœur de Charleroi. Il va parfaire sa formation soutenu en cela par ses anciens professeurs et par ses lectures notamment de Léon Bloy et Maurice Barrès. En janvier 1909, il revient à son ancien collège comme professeur de langue d'abord, de français ensuite puis d'histoire et de géographie. Étrange situation que cet homme de gauche dans un enseignement destiné aux fils de la bourgeoisie.
Dans le domaine politique, il milite au sein de la ligue des travailleurs chrétiens de Charleroi.
Élie Baussart est engagé avant le premier conflit mondial dans la défense de groupement de la classe ouvrière chrétienne tout en ayant une abondante activité littéraire axée notamment sur la défense de sa région, la Wallonie, et sensibilisée par les préoccupations sociales. Ainsi s'opposera-t-il régulièrement, dans le monde catholique, à Charles Woeste, figure emblématique des catholiques conservateurs.
En juillet 1914, il est élu président du Syndicat des Employés et Voyageurs du Bassin de Charleroi, qu’il vient de fonder. C'est la Grande Guerre. Réformé pour raison médicale quelques années plus tôt, Elie Baussart tentera en vain de s'engager. 
En 1919, Elie Baussart fonde la revue La Terre wallonne qu’il dirigera jusqu’en 1940 définie alors comme catholique et régionaliste. Cette revue aura une influence considérable, bien au-delà de ses lecteurs et bien au-delà de la période où elle fut publiée. En 1930, cette revue s’ouvre plus largement au social, au politique, à l’international, avec des collaborateurs comme  Jules Destrée ou François Mauriac entre autres. 
En 1921, il est élu au comité de l'Assemblée wallonne. Il est un artisan d'un dialogue wallon-flamand, et se radicalisera par la suite jusqu'à dénoncer une certaine mainmise économique du Boerenbond sur l'agriculture wallonne. 
Il met en cause la montée du nazisme en Allemagne, prend parti dans la guerre d’Espagne (un des rares catholiques à stigmatiser le soutien des catholiques à Franco), contre le rexisme de Léon Degrelle, interroge l’expérience du Front populaire en France en 1936. En 1938, il publie: Essai d’Initiation à la révolution anticapitaliste. Entre fascisme et communisme, en réponse au capitalisme. Élie Baussart, cherche une troisième voie, imprégnée de socialisme démocratique et de réflexion marxiste en vue de l'émancipation des travailleurs. 
En 1941, son épouse Valentine meurt, à près de 50 ans. Il découvre alors son journal imprégnée d'une Foi profonde, une découverte qui le bouleversera et qui l'amènera à écrire une biographie de son épouse. Il se remarie en 1953 avec Suzanne Sottiaux. 
Il décède à Loverval en 1965.

## Distinctions
- Chevalier de l'ordre de Léopold II (1938).

- Officier du Mérite wallon (O.M.W.) (promotion historique, à titre posthume[8]).